# 雅克-弗朗索瓦·布隆代爾
雅克-弗朗索瓦·布隆代尔（法語：Jacques-François Blondel，1705年1月17日—1774年1月9日），鲁昂人，法兰西建筑师。他（小布隆代尔）是弗朗索瓦·布隆代尔（老布隆代尔）的孙子，後者的建筑学教程在1683年收编为四册丛书。

## 生平
雅克-弗朗索瓦·布隆代尔出生于鲁昂，他曾接受叔父兼鲁昂建筑师让-弗朗索瓦·布隆代尔（1683年－1756年）的训练，最初是一名建筑雕刻匠，直到後来成为一名思想保守和真正的建筑师，其理性有序的思想整合了法兰西的古典传统和实践操作。他为自己清晰和理性的著作《法兰西建筑》作了评论式的序言，“我曾经使用简单的法则和通俗的风格试图使普通人和艺术家同时理解它；出于我注意到最近关于建筑学的书著不是毫无条理就是长篇大论。”他的宏大的颇具影响的百科全书式著作《愉人住宅的布置和普遍华厦的装饰》在1737~1738年於巴黎发行。这本书包括了155个细心刻画的图版。“布隆代尔是18世纪最具意义的法兰西建筑教育家……他的目标是为国内建筑学建立设计的准则，以协调已经应用於土木工程的古典准则”
布隆代尔居住在巴黎直到1726年。他的《愉人住宅的布置》以及其他刻画作品招徕了一份委托，内容是在为庆祝法国伊丽莎白夫人和西班牙的唐·菲利普的婚礼纪念日的礼书上制作13幅刻版画。在1740年，他在巴黎开设他的建筑学教程“艺术学”，并在1743年得到了学院派认可。在接下来的几年，一批批建筑师从他的布道中受益，布雷（Boullée）、布朗尼亚（Brongniart）、查格朗（Chalgrin）、拉·基皮亚拉（La Guêpière）、德·普雷（Desprez）、德·瓦利（de Wailly）、贡杜安（Gondoin）、勒杜（Ledoux）、基马尔（Guimard）和安德烈（Rondelet），还有把新古典主义带回故乡的人：盎格鲁-瑞典人威廉·钱伯斯，和丹麦人卡斯帕·弗雷德里克·哈斯托洛夫。
他的四部丛书《法兰西建筑》（1752年－1756年），引起了官方的注意；在1755年，他被聘入皇家建筑学院并被指定为路易十五的御用建筑师。在《建筑学》一书中他回顾过往历史和更多法国的建筑物，把它们置于当时历史条件下并且提供大量细节信息，以免使之丢失。尽管他完成的作品都很小型，多数局限在梅斯接受肖西公爵的委托，但他的方式已经奠定了深厚的传统：尤其是奉献於石工艺的全述。
他是法国建筑学派最早的奠基者之一，并且他被归入法国学院派 ；他的教程《建筑原则和装饰》《1750年及以後带有经验教训的建筑物的布局和建造》开始於1771年，直到1777年增至九卷，一卷图版对应每两卷文本；最后一卷由他的门徒皮埃尔·帕特出版。他的实用性的、百科式的方法，大大地避免了洛可可的泛滥，在品味流变中存活并且成为法兰西建筑学训练传统的主流，长达数十年之久。